# دار النشر الفاتيكانية
دار النشر الفاتيكانية (بالإيطالية: Libreria Editrice Vaticana)‏ (باللاتينية: Officina libraria editoria Vaticana)‏ (LEV) هي دار نشر أنشأها الكرسي الرسولي عام 1926 مختصة بنشر الوثائق الرسمية للكنيسة الكاثوليكية الرومانية، بما في ذلك المراسيم البابوية، وسجلات الأحداث، والرسائل البابوية ، بالإضافة إلى بعض وثائق الأرشيف السري. في 27 يونيو 2015 أصدر البابا فرانسيس مرسومًا لدمج دار النشر الفاتيكانية في قسم التواصل "Dicastery for Communication" في الكوريا الرومانية.

## تاريخها
في عام 1926، فصلت المكتبة عن المطبعة وحولت لهيئة مستقلة لبيع كتب الكرسي الرسولي.
وقد صنف الدستور الرسولي "Apostolic constitution" الراعي الصالح "Pastor bonus" للبابا يوحنا بولس الثاني (28 يونيو 1988) دار النشر كمؤسسة تابعة للكرسي الرسولي.

## وصفها
لدار النشر قانونها الخاص. تنص المادة الثانية من نظامها الأساسي على ما يلي: "الهدف الأساسي لدار النشر الفاتيكانية هو نشر وثائق البابا والكرسي الرسولي".
تملك دار النشر حقوق طبع ونشر جميع كتابات البابا، لكنها لم تبدأ في فرض حقوق الطبع والنشر إلا بعد تولي البابا بندكت السادس عشر منصبه أُعلِنَ عن هذه السياسة في 31 مايو 2005. كانت جريدة لا ستامبا أول من دفع لدار نشر الفاتيكان، واحتج اتحاد بائعي الكتب والناشرين الكاثوليك على سياسة الفاتيكان، التي تنطبق على النصوص التي لا يزيد عمرها عن خمسين عامًا. لخصت سياسة دار النشر الفاتيكانية على النحو التالي:

## روابط خارجية
- موقع دار النشر الفاتيكانية
- صفحات المعلومات على موقع الفاتيكان